# Cubo freecoaster
O Freecoaster é um cubo traseiro específico das bicicletas BMX de Flatland.

## Função
Este cubo permite, ao contrário dos freehubs, que a pedaleira/pedais ficam parados quando a roda ou bicicleta está a rodar para trás.
Também ao contrário dos cubos coaster-brake, este cubo permite rodar a pedaleira para trás como um freehub.
Esta dupla vantagem permite uma grande liberdade para praticar manobras de BMX Flatland.

## Origem
O freecoaster apareceu nos anos 80 quando as manobras Flatland foram inventados.
No início do BMX freestyle alguns atletas optaram pelo cubo coaster brake (que foi inventado há mais de 100 anos) para ajudar a realizar certas manobras, mas estes não permitiam rodar a pedaleira para trás como os freehubs. Essa funcionalidade tornou-se necessária quando muitos atletas começaram a dedicar-se exclusivamente a vertente de Flatland e foi nessa altura que alguém modificou o mecanismo interior do coaster-brake e criou o freecoaster.
Nessa altura começaram a aparecer alguns "kits" para modificar os coaster-brakes, sendo o primeiro e mais famoso o ACS Free Coaster. Com a grande procura que se geriu, a ACS criou em 1986 o cubo R.L.Edge, o primeiro freecoaster de produção, criado de raiz para ser um verdadeiro cubo freecoaster.

## Evolução
A KHS Bikes em 1994 criou o Rollex, um freecoaster que utilizava um mecanismo diferente mas acabou por não ter sucesso.
A marca mais famosas a criar um cubo Freecoaster foi a empresa Japonesa Nankai em 1996.
Durante uma década foi um dos poucos freecoasters disponíveis no mercado, e ate aos dias de hoje, a Nankai manteve a reputação de fabricar o cubo freecoaster mais fiável e duradouro.
Em 2009 lançou a mais recente versão, semelhante ao original mas trocando o ferro por alumínio, o que reduziu bastante o peso.
Em 2012 a Nankai deixou de fabricar freecoasters, mas surgiu uma nova marca japonesa - NYB-Japan - que desenvolveu um novo cubo evoluído do desenho do Nankai.

## Utilização em BMX Street
Em 2007 a KHS Bikes, em conjunto com Bruce Crisman, lançou o cubo freecoaster REVERSE para uso nas BMX de Street.
Este cubo tem um eixo de 14mm (tamanho standard para as BMX de street) e com a assinatura do atleta profissional Bruce Crisman - que é conhecido pelas manobras em street com recurso ao freecoaster - rapidamente popularizou o freecoaster para além do uso em flatland. Hoje em dia até há uma versão para o MTB Street.

## 2013, o ano do Freescoaster!
O ano de 2013 foi muito fertil no aparecimento de novos freecoasters. A moda de usar o freecoaster em BMX Street pegou e um grande número de marcas de BMX tem agora um cubo freecoaster nos catálogos. Uma percentagem grande de novos freecoasters utilizam o sistema da KHE Bikes, no entanto, algumas marcas desenvolveram novos mecanismos.
Marcas/modelos de fm 2013:
- Alien Nation - Rush V.2
- Ares - Boo Four Freecoaster
- Colony Freecoaster
- CULT - Match Freecoaster
- Demolition Rotator - Ryan Biz Jordan signature
- Éclat - Blind Freecoaster
- Equilibre - Non Sense Hub
- Ezra - Freecoaster/Cassette
- Hammer Freecoaster
- Federal Freecoaster V.3
- Indigo Industrial Freecoaster
- Infinity Flow Coaster
- KHE - Greyhound Adjustable
- KHE - Greyhound FLAT
- KHE - Greyhound Street
- KHE - Reverse Limited Edition
- NYB-Japan FCH-B-MX (14mm)
- NYB-Japan FCH-K-MX (10mm)
- Primo Freemix
- Revenge Industries - Freecoaster (2012 prototype)
- St.Martin EVO V.2
- Taska - Ufree Freecoaster
- Vocal Hitchhiker Freecoaster/Cassette

## Prototipos
Um dos freecoasters mais aguardados dos últimos anos é o Odyssey/G-Sport Freecoaster, de George French. Desde 2005 que a especulação em volta deste cubo é enorme porque utiliza um mecanismo completamente novo e original. Ainda não foi anunciada data de lançamento.
Um dos freecoasters mais esperados para 2014 é da Profile Racing, que tem um mecanismo diferente e funciona como freecoaster e cassette ao mesmo tempo... Ate ao momento ainda não foi divulgado como funciona o mecanismo.